# Juan Álvarez
Pour les articles homonymes, voir Álvarez.
Juan Álvarez Hurtado (27 janvier 1790, Guerrero - 21 août 1867, Guerrero) est un militaire, général puis président du Mexique par intérim du 4 octobre au 11 décembre 1855. Il est un acteur clé dans tous les conflits armés du Mexique, depuis la guerre d'indépendance du Mexique jusqu'à la chute de l'empereur Maximilien Ier du Mexique lors de l'intervention française. Il occupe diverses positions au service de son pays, dont la plus importante, celle de président de la République pour une courte période en 1855, après avoir été le leader de la révolution d'Ayulta qui renverse le président à vie Santa Anna. Après la révolution, il met en place une république libérale, un système démocratique fédérale mais aux idées libérales. D'abord en faveur d'Alvarez, les conservateurs se mettent par la suite à réclamer des élections et à contester ce gouvernement libéral. Alvarez accepte de démissionner et met en place de nouvelles élections en septembre 1856. Ces élections sauvent le parti d'Alvarez, en élisant une majorité libérale avec un président également libéral, Ignacio Comonfort. Mais le système libéral devait subir une constante opposition conservatrice qui se termine par une guerre civile, c'est la guerre de la réforme, qui divise le pays en deux parties, une partie possédée par les conservateurs et une autre possédée par les libéraux. Durant cette guerre qui dure de 1858 à 1861, Alvarez soutient le président libéral Benito Juárez, qui devient véritablement président de la république à la fin de la guerre en 1861, après la défaite des conservateurs et l'unification du Mexique. En l'honneur d'Alvarez, la cité où il naquit porte aujourd'hui son nom, Atoyac de Álvarez.

## Enfance et guerre d'indépendance
Juan Álvarez est né le 27 janvier 1790, à Santa María de la Concepción de Atoyac, (dans l'actuel État de Guerrero), à cette époque dans l'intendencia de Puebla. Après des études primaires à Mexico, Álvarez revient à Atoyac à l'âge de 17 ans pour y recevoir son héritage qui est d'une ampleur considérable. En 1810, alors âgé de 20 ans, il rejoint le mouvement de lutte pour l'indépendance du Mexique, sous la conduite de José María Morelos y Pavón; quand celui-ci sera fusillé, il rejoindra les forces de Vicente Guerrero, avec qui il combattra les troupes royalistes dans les montagnes du sud du Mexique. 
Avec Guerrero, il s'initie aux techniques de la guérilla et ensuite, lors du Plan d'Iguala on lui ordonne de prendre Acapulco alors aux mains des royalistes, ce qu'il fait avec succès. Dès lors il se transforme en seigneur et maître de la région du sud. En 1822, il juge intolérable l'attitude politique de l'auto-proclamé empereur Iturbide et il combat le premier empire mexicain. En 1829, il soutient la présidence de Guerrero mais ne pourra cependant pas empêcher son assassinat en 1831.

### Guerres contre la France et les États-Unis
Il combat lors de l'intervention française de la guerre des Pâtisseries en 1838 et lors de la guerre américano-mexicaine en 1847. Il est un chef libéral et détient un pouvoir régional si important qu'en 1849, il initie la création de l'État de Guerrero dont il est nommé gouverneur par intérim, puis en 1850, il triomphe aux premières élections et en devient gouverneur constitutionnel. En 1854, depuis son fief et secondé par Ignacio Comonfort, il proclame le Plan de Ayutla contre la dictature de Santa Anna qui aboutit au bout d'une année. C'est alors qu'à Cuernavaca dans l'État de Morelos il devient président du Mexique.

## Présidence du Mexique et la Réforme

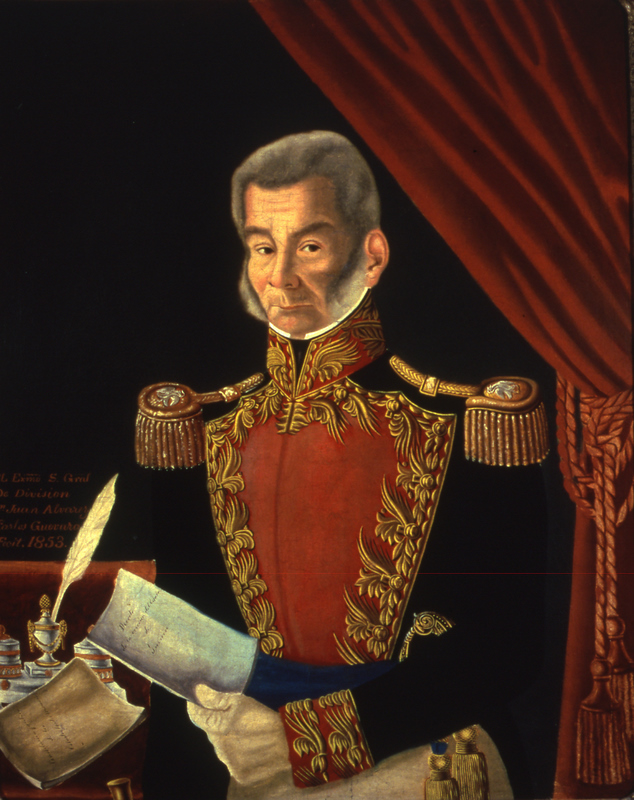
Portrait du général Álvarez, président de la république.

Son gouvernement est fugace mais brillant, il réunit des personnalités exceptionnelles : Ignacio Comonfort ministre de la guerre, Melchor Ocampo aux affaires étrangères, Guillermo Prieto aux finances et Benito Juárez à la justice. En seulement 38 jours de gouvernement, il prend deux mesures connues comme Ley Juárez (Loi Juárez) qui changeront le destin du Mexique : la convocation d'un congrès chargé de l'élaboration de la constitution de 1857 et l'abolition des juridictions militaire et ecclésiastique. Álvarez éprouve un sentiment de rejet naturel pour la ville de Mexico, il n'est pas accoutumé à la vie urbaine. Pour cette raison et d'autres motifs de santé personnelle et après avoir instruit Comonfort des principes des Leyes de Reforma (lois de réforme), il décide de lui remettre la présidence et rentre dans son fief de Guerrero. Fidèle à la république, il vivra pour voir son triomphe définitif en 1867; mais pas avant qu'il n'ait à intervenir activement lors de la Guerra de Reforma (guerre de Réforme) en soutenant Juárez.
Durant la seconde intervention française il est chargé de la division du sud, et supplée Juárez à la direction des opérations lorsque ce dernier est absent. Il meurt, peu après le triomphe des armées républicaines sur l'empire de Maximiliano, en son hacienda de La Providencia, dans son état natal de Guerrero, le 21 août 1867. Ses restes seront déposés avec tous les honneurs à la Rotonde des Personnes illustres, à Mexico, le 25 décembre 1922.